# Tống Hoàn công (Xuân Thu)
Tống Hoàn công (chữ Hán: 宋桓公, trị vì 681 TCN-651 TCN), tên thật là Tử Ngự Thuyết (子御說), là vị vua thứ 19 của nước Tống - chư hầu nhà Chu trong lịch sử Trung Quốc.
Tử Ngữ Thuyết là con trai thứ của Tống Trang công, vua thứ 16 của nước Tống và là em của Tống Mẫn công và Tống Tử Du, vua thứ 17 và 18 của nước Tống.

## Lên ngôi vua, dẹp Nam Cung Trường Vạn
Năm 682 TCN, Nam Cung Trường Vạn giết vua anh Tống Mẫn công và lập Tống Tử Du lên ngôi. Công tử Ngữ Thuyết bất bình bỏ trốn sang đất Bạc. Nam Cung Trường Vạn bèn sai em trai là Nam Cung Ngưu bao vây đất Bạc. Đại phu nước Tống là Tiêu Thúc xin mượn quân nước Tào chống Trường Vạn, đánh bại và giết chết Nam Cung Ngưu ở đất Bạc. Người nước Tống cùng nhau lập Ngự Thuyết lên ngôi, tức là Tống Hoàn công.
Quân Tống Hoàn công đánh về kinh, giết chết Tử Du. Nam Cung Trường Vạn đẩy xe chở mẹ chạy sang nước Trần, trong 1 ngày tới nơi, còn tướng khác theo Tử Du là Mãnh Hoạch bỏ chạy sang nước Vệ.
Vệ Huệ công muốn dung nạp Mãnh Hoạch không trả cho nước Tống, nhưng Công Tôn Nhĩ khuyên nên trả cho nước Tống, không nên chứa chấp kẻ phản loạn. Vệ Huệ công bèn bắt Mãnh Hoạch trả cho nước Tống.
Trần Tuyên công dung nạp Nam Cung Trường Vạn. Tống Hoàn công sai người sang đề nghị nộp trả Vạn, kèm theo của biếu. Trần Tuyên công bèn sai đàn bà, con gái chuốc rượu cho Vạn say rồi lấy da tê giác trói lại, đưa sang nước Tống. Nước Tống giết chết Mãnh Hoạch và Nam Cung Trường Vạn, mang thịt Vạn làm mắm. Mẹ Trường Vạn cũng bị giết.

## Quan hệ với chư hầu
Năm 680 TCN, Tề Hoàn công cùng chư hầu đem quân phạt Tống, đến đất Giao rồi rút về. Năm 679 TCN, Tề Hoàn công hội chư hầu ở đất Nhân rồi xưng bá, Tống Hoàn công đến đất Nhân hội chư hầu cùng Tề Hoàn công. Từ đó, Tống Hoàn công nhiều lần đi hội chư hầu do bá chủ Tề Hoàn công làm chủ.
Năm 666 TCN, Lệnh doãn nước Sở là Tử Nguyên mang quân cùng 600 cỗ xe đi đánh nước Trịnh, đến cửa Cốc Trất. Tống Hoàn công bèn cử binh cứu Trịnh. Tử Nguyên thấy vậy bèn nhân đêm tối rút quân.
Tống Hoàn công lấy con gái của Vệ Chiêu bá Cơ Ngoan với Tuyên Khương, lập làm phu nhân. Năm 660 TCN, nước Địch tấn công nước Vệ, giết Vệ Ý công. Tống Hoàn công nghe tin nước Vệ nguy biến, bèn mang quân ra bờ sông Hoàng Hà, mang thuyền đón tàn quân và dân Vệ. Trong một đêm, quân Tống đưa được hơn 700 người qua sông; sau đó tiếp tục cứu qua sông được 5000 người.
Tống Hoàn công thấy người nước Vệ vẫn ghét Vệ Huệ công (cha Vệ Ý công) giết anh tranh ngôi, không muốn lập lại dòng dõi của Huệ công, nên lập Cơ Thân là con Cơ Ngoan, tức em rể mình lên làm vua tức Vệ Đái công. Tống Hoàn công và chư hầu giúp nước Vệ đánh lui quân nước Địch và khôi phục lại quốc gia.
Quân nước Địch sang đánh cả nước Hình, phá thành nước Hình. Tống Hoàn công theo Tề Hoàn công cùng nước Tào đến Nhiếp Bắc cứu nước Hình. Đất Hình bị quân Địch chiếm, Tề Hoàn công thiên nước Hình đến Di Nghi. Tống Hoàn công cùng quân các nước Tề, Tào xây thành giúp nước Hình.
Năm 659 TCN, Sở Thành vương mang quân đánh Trịnh. Tống Hoàn công lại theo Tề Hoàn công và các nước Lỗ, Tào, Châu hội binh tại đất Sanh để cứu Trịnh. Quân Sở rút lui.
Năm 657 TCN, Tề Hoàn công hội chư hầu mang quân đánh Sái và Sở. Tống Hoàn công đem quân trợ giúp, đánh thắng quân Sái-Sở, buộc Sở Thành vương phải cầu hòa.
Năm 656 TCN, Sở Thành vương lại đánh Trịnh. Tống Hoàn công lại theo Tề Hoàn công và các nước Lỗ, Tào, Trần, Vệ, Hứa, Châu hội binh tại đất Hình để cứu Trịnh, đánh Sở và Sái. Quân Sái tan vỡ. Liên quân tiến sang đánh Sở. Sở Thành vương phải xin giảng hòa.
Năm 654 TCN, Tề Hoàn công giận Trịnh Văn công bỏ hội, liền cùng tập hợp chư hầu đi đánh Trịnh. Tống Hoàn công cùng các nước Lỗ, Vệ và Tào theo Tề kéo đến Tân Thành. Sở Thành vương mang quân đánh nước Hứa để cứu Trịnh. Tề Hoàn công và các chư hầu mang quân sang nước Hứa. Nước Trịnh được giải vây, quân Sở cũng lui về.

## Qua đời
Tống Hoàn công có người con lớn là Tử Mục Di, tuy thông minh tài đức nhưng do phải con vợ chính nên không được lập làm thế tử. Lúc Hoàn công lâm bệnh, thế tử Tư Phủ muốn nhường cho Mục Di được kế vị. Tống Hoàn công khen Tư Phủ, nhưng không theo lời, vẫn giữ nguyên ngôi thế tử.
Mùa xuân năm 651 TCN, Tống Hoàn công qua đời. Ông ở ngôi tất cả 31 năm. Thế tử Tư Phủ nối ngôi, tức là Tống Tương công.

## Gia quyến
- Cha: Tống Trang công
- Anh em
  - Tống Mẫn công
  - Tống Tử Du
- Thê thiếp
  - Con gái Vệ Chiêu bá Cơ Ngoan với Tuyên Khương, chị Vệ Đái công và Vệ Văn công
- Con
  - Công tử Mục Di
  - Công tử Tư Phủ, tức Tống Tương công
  - Công tử Lân, sau trở thành thủy tổ họ Lân
  - Công tử Đãng, sau trở thành thủy tổ họ Đãng
  - Công tử Hướng
  - Công tử Ngao